# Liste der Monuments historiques in Hagnéville-et-Roncourt
Die Liste der Monuments historiques in Hagnéville-et-Roncourt führt die Monuments historiques in der französischen Gemeinde Hagnéville-et-Roncourt auf.

## Liste der Immobilien
| Bezeichnung | Beschreibung            | Standort             | Kennzeichnung | Schutzstatus | Datum | Bild           |
| ----------- | ----------------------- | -------------------- | ------------- | ------------ | ----- | -------------- |
| Wegekreuz   | aus dem 16. Jahrhundert | Rue du Lavoir (Lage) | PA00107186    | Classé       | 1908  | weitere Bilder |

## Liste der Objekte
| Bezeichnung                     | Beschreibung                           | Standort                          | Kennzeichnung | Schutzstatus | Datum | Bild |
| ------------------------------- | -------------------------------------- | --------------------------------- | ------------- | ------------ | ----- | ---- |
| Sarkophag der heiligen Gontrude | Stein, 5. Jahrhundert                  | in der Kirche Ste-Gontrude (Lage) | PM88000448    | Classé       | 1908  |      |
| Glocke                          | Bronze, 1774 gegossen                  | in der Kirche Ste-Gontrude (Lage) | PM88000824    | Classé       | 1921  |      |
| Zwei Heiligenskulpturen         | Stein, farbig gefasst, 18. Jahrhundert | in der Kirche Ste-Gontrude (Lage) | PM88000825    | Classé       | 1956  |      |